# Blepharita pallescens
Blepharita pallescens là một loài bướm đêm trong họ Noctuidae.